# مايك ساندز
مايك ساندز هو لاعب هوكي الجليد كندي، ولد في 6 أبريل 1963.

## وصلات خارجية
- مايك ساندز على موقع دوري الهوكي الوطني (الإنجليزية)
- مايك ساندز على موقع EliteProspects.com (الإنجليزية)
- مايك ساندز على موقع HockeyDB.com (الإنجليزية)
- مايك ساندز على موقع Hockey-Reference.com (الإنجليزية)